# Matúš Kira
Matúš Kira (* 10. října 1994, Košice) je slovenský fotbalový brankář, hráč klubu MFK Zemplín Michalovce.

## Klubová kariéra
S fotbalem začal ve východoslovenském klubu MFK Snina, odkud později přestoupil do MFK Zemplín Michalovce. Se Zemplínem vyhrál 2. slovenskou ligu v sezóně 2014/15 a slavil tak historický postup klubu do 1. slovenské ligy.

## Reprezentační kariéra
Nastupoval za slovenské mládežnické reprezentace do 20 a 21 let.